# Daniel Camargo Barbosa
Daniel Camargo Barbosa (n. 22 ianuarie 1930 – d. 13 noiembrie 1994) a fost un criminal în serie din Columbia.
Este unul dintre cei mai prolifici criminali, lui atribuindu-i-se peste 150 de cazuri de fete tinere ucise și violate în Columbia și Ecuador în perioada anilor '70 și '80.

## Viața
A fost crescut mai mult de tatăl său deoarece mama sa a murit pe când era mic. Mama sa vitregă a fost abuzivă cu el, pedepsindu-l des și uneori punându-l să poarte haine fetești, ceea ce l-a făcut pe el să fie victima ridiculizărilor din partea semenilor.
La vârsta maturității, deși era căsătorit cu Alcira, cu care are doi copii, o cunoaște pe Esperanza, care ajunge să fie complice a fărădelegilor sale.
Cei doi atrag fete tinere într-un apartament pe care apoi le droghează, iar Barbosa abuzează de ele.
Este arestat în Columbia, dar fuge în Ecuador, unde își continuă activitatea infracțională.
În cele din urmă este arestat în Quito la 26 februarie 1986 și primește 16 ani de închisoare, pedeapsa maximă la acea epocă.
A fost ucis în noiembrie 1994 de un alt prizonier, Geovanny Noguera.